# بيل أوبراين (لاعب كرة قدم أسترالية)
بيل أوبراين (بالإنجليزية: Bill O'Brien)‏ هو لاعب كرة قدم أسترالية أسترالي، ولد في 27 سبتمبر 1887، وتوفي في 18 يناير 1943 في تيمورا ‏ في أستراليا.

## وصلات خارجية
- بيل أوبراين على موقع AustralianFootball.com (الإنجليزية)
- بيل أوبراين على موقع AFLtables.com (الإنجليزية)